# Nyaruyehe
Nyaruyehe är ett periodiskt vattendrag i Burundi.   Det ligger i provinsen Ruyigi, i den östra delen av landet, 130 km öster om huvudstaden Bujumbura.
I omgivningarna runt Nyaruyehe växer huvudsakligen savannskog. Runt Nyaruyehe är det ganska tätbefolkat, med 90 invånare per kvadratkilometer.